# Länsväg 143
Länsväg 143 är 42 km lång och går från Visby via Roma till länsväg 144 vid Hallute backe nära Ljugarn, på Gotland.
Vägen har i sin helhet en körbana i varje riktning. Vägren finns på sträckan Visby - Follingbo. Hastighetsbegränsningen utanför tättbebyggt område är 90 eller 80 km/h.

## Historia
När vägnummer infördes i Sverige på 1940-talet fick vägen Visby - Sjonhem (nära Roma namnet länsväg 21, och det numret fortsatte till Hemse. Vägen från Sjonhem till nära Ljugarn fick heta länsväg 23. År 1962 reformerades numren och vägen Visby - Sjonhem - Hemse fick heta länsväg 143, medan vägen Sjonhem - Ljugarn blev länsväg 145.
År 1985 gjordes en ändring så att länsväg 143 kom att gå i dagens sträckning, och länsväg 145 försvann som beteckning.
En del av länsväg 143 mellan Visby och Follingbo, kallad "Follingborakan", är tillsammans med en del av väg I 653 (Brorakan), reservvägbaser på Gotland. Dessa vägavsnitt är breda, raka och förstärkta för att stridsflygplan ska kunna landa och starta på dem ifall den ordinarie landningsbanan på flygplatsen skulle vara obrukbar.